# Marius Zug

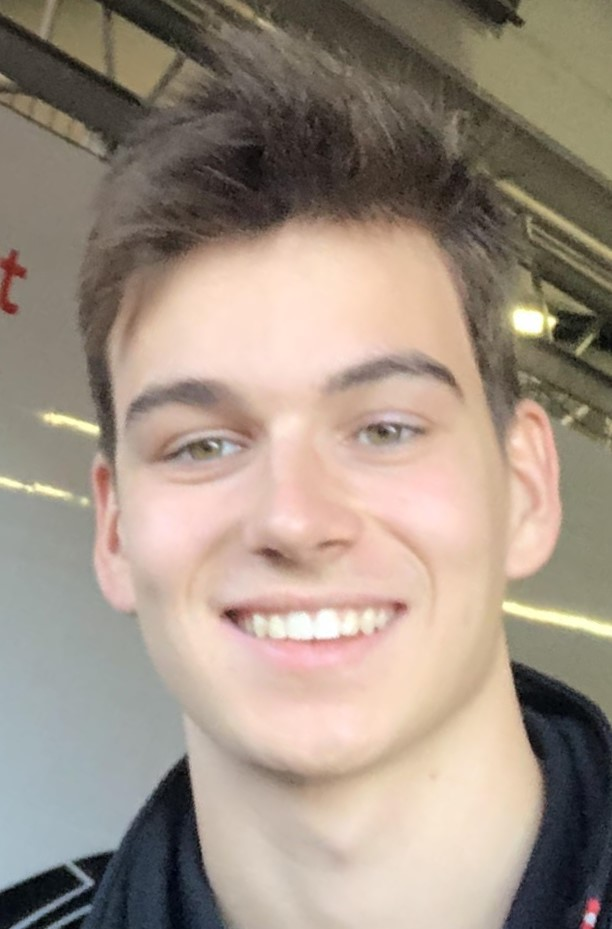
Marius Zug in 2022

Marius Zug (München, 6 februari 2003) is een Duits autocoureur.

## Carrière
Feller begon zijn autosportcarrière in het karting in 2013. In 2017 werd hij kampioen in de Junior-klasse van de ADAC Kart Masters. In de herfst van 2017 testte hij een Formule 4-auto, maar besloot hij om in 2018 actief te blijven in de karts. In 2019 stapte hij over naar de sportwagens en kwam hij uit voor het team RN Vision STS in de GT4 European Series, waar hij met Gabriele Piana een BMW M4 GT4 deelde. Het duo kwam uit in de Pro-Am Cup en behaalde hierin vijf overwinningen op het Autodromo Nazionale Monza, het Misano World Circuit Marco Simoncelli, het Circuit Zandvoort en de Nürburgring (tweemaal). Met 199 punten werden zij tweede in de klasse, terwijl Zug de Junior-klasse wist te winnen. Daarnaast kwam het duo ook uit in de ADAC GT4 Germany, waarin zij twee overwinningen behaalden op de Motorsport Arena Oschersleben en op Zandvoort. Met 143 punten werden zij ook in deze klasse vicekampioen. Aan het eind van het jaar debuteerde het duo in de GT3 Am-klasse in het Italiaanse GT-kampioenschap in een BMW M6 GT3 van het team MRS GT Racing in het weekend op Monza en werden tweede en eerste in de races.
In 2020 reed Zug een volledig seizoen in het Italiaanse GT-kampioenschap voor het BMW Team Italia en deelde een auto met Stefano Comandini. Het duo won een race op Monza en behaalde daarnaast nog vier podiumplaatsen. Met 34 punten werden zij vijfde in de Endurance Cup, terwijl zij met 60 punten zesde werden in de Sprint Cup. In 2021 bleven Zug en Comandini tijden voor hetzelfde team, dat van naam was veranderd naar Ceccato Racing. Voor de Endurance Cup-races diende Bruno Spengler als derde coureur. Er werden twee podiumplaatsen gehaald op het Autodromo Enzo e Dino Ferrari en het Circuit Mugello. In de Endurance Cup werden zij twaalfde met 11 punten, terwijl zij in de Sprint Cup als achtste eindigden met 31 punten. Daarnaast reed Zug voor Inter Europol Competition in de race op Monza van de LMP3-klasse van de European Le Mans Series, waarin hij samen met Mateusz Kaprzyk en Erwin Creed zevende werd.
In 2022 debuteerde Zug in de DTM voor het team Attempto Racing, waarvoor hij in een Audi R8 LMS Evo II reed. OOk kwam hij uit in de GT World Challenge Europe Endurance Cup, waarin hij voor hetzelfde team een auto deelde met Alex Aka en Nicolas Schöll.